# Jackson Rathbone

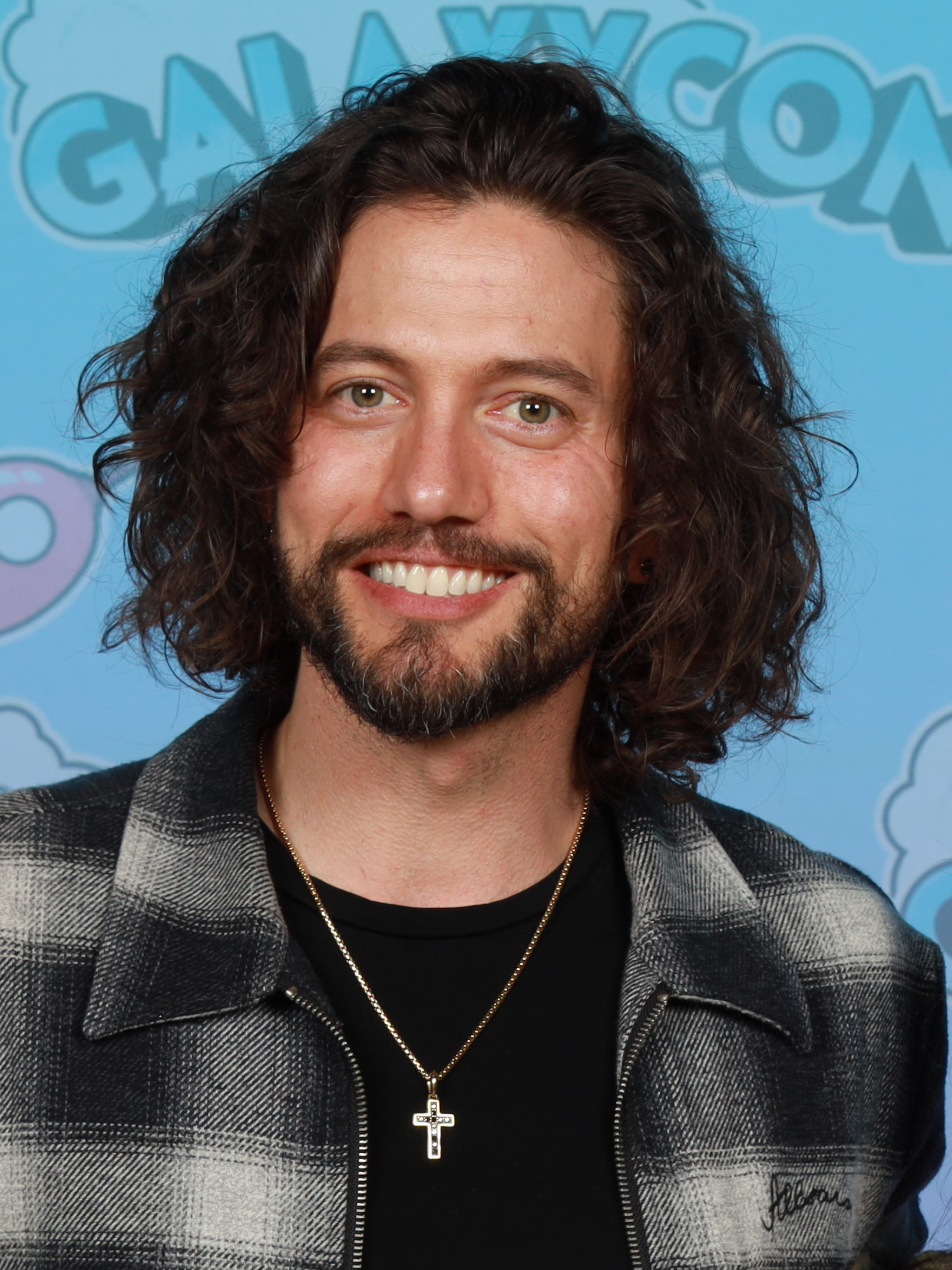
Jackson Rathbone (2025)

Jackson Rathbone (* 14. Dezember 1984 in Singapur; eigentlich Monroe Jackson Rathbone V.) ist ein US-amerikanischer Schauspieler und Musiker, der durch die Verkörperung des Jasper Hale in den Verfilmungen der Twilight-Saga von Stephenie Meyer bekannt wurde.

## Privatleben
Jackson Rathbone wurde in Singapur geboren und lebte aufgrund des Berufs seines Vaters Jack Monroe Jackson Rathbone IV. an vielen Orten auf der Welt, unter anderem in Indonesien, London, Connecticut, Kalifornien und Texas. Während der Highschool besuchte er die Interlochen Arts Academy in Michigan. Nach seinem Schulabschluss strebte er zunächst ein Studium an der Royal Scottish Academy an, entschied sich dann aber für einen Umzug nach Los Angeles, um eine Schauspielkarriere zu beginnen.
Rathbone hat zwei ältere und eine jüngere Schwester. Am 5. Juli 2012 brachte seine Freundin, die Burlesque-Tänzerin Sheila Hafsadi, mit der er seit dem 29. September 2013 verheiratet ist, den ersten gemeinsamen Sohn zur Welt. Die Patentante seines Sohnes ist die Schauspielerin Nikki Reed. Mittlerweile haben sie zwei weitere Kinder. Am 31. Mai 2016 kam eine Tochter zur Welt. Zuletzt folgte ein zweiter Sohn in der Nacht zum 1. Januar 2020.
Ein entfernter Verwandter Jackson Rathbones ist der Sherlock-Holmes-Darsteller Basil Rathbone (1892–1967). Außerdem ist er verwandt mit dem Bürgerkriegsgeneral Henry Rathbone.

## Karriere

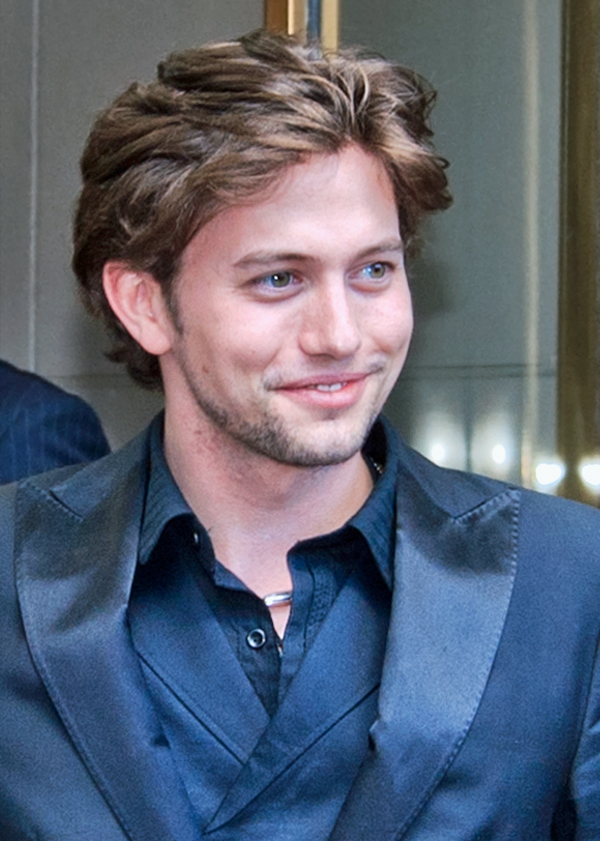
Jackson Rathbone (2010)

Rathbone arbeitete zunächst als Reporter bei Disney 411 (2004–2005), wo er Stars wie z. B. Hilary Duff interviewte. Seine Schauspielkarriere begann er mit der Rolle des Nicholas Fiske in der Serie Beautiful People (2005–2006). Größere Aufmerksamkeit erlangte er 2006 mit einer Gastrolle in der dritten Staffel der Fernsehserie O.C., California.
Den Durchbruch schaffte er 2008 als Jasper Hale in der Vampir-Romanze Twilight – Biss zum Morgengrauen nach dem Bestseller von Stephenie Meyer. 2009 war Rathbone erneut in New Moon – Biss zur Mittagsstunde, 2010 in Eclipse – Biss zum Abendrot und 2011 und 2012 in den letzten Filmen der Reihe, Breaking Dawn – Biss zum Ende der Nacht, Teil 1 und dem Zweiten Teil, zu sehen.
Daneben erhielt er bisher nur wenige notable Rollen, so hatte Rathbone 2009 in der Fernsehserie Criminal Minds eine Gastrolle. Im nächsten Jahr war er als Sokka in M. Night Shyamalans Die Legende von Aang zu sehen. Allerdings erhielt er für diese Rolle 2011 den Negativpreis Goldene Himbeere als schlechtester Nebendarsteller.
Rathbone begann bereits als Jugendlicher gemeinsam mit seinem besten Freund, dem Sänger und Schauspieler Alex Boyd, im eigenen Tonstudio Musik zu machen. Er war Mitglied der Band 100 Monkeys und hat mit dieser insgesamt drei Studioalben veröffentlicht.

## Filmografie

### Filme
- 2005: River’s End
- 2006: Pray for Morning
- 2007: The Valley of Light (Fernsehfilm)
- 2007: Big Stan
- 2008: Senior Skip Day
- 2008: Twilight – Biss zum Morgengrauen (Twilight)
- 2008: Ein Tag blau
- 2009: S. Darko – Eine Donnie Darko Saga (S. Darko)
- 2009: Dread
- 2009: Hurt
- 2009: New Moon – Biss zur Mittagsstunde (The Twilight Saga: New Moon)
- 2010: Young Again
- 2010: Eclipse – Biss zum Abendrot (The Twilight Saga: Eclipse)
- 2010: Die Legende von Aang (The Last Airbender)
- 2010: Girlfriend
- 2011: Breaking Dawn – Biss zum Ende der Nacht, Teil 1 (The Twilight Saga: Breaking Dawn – Part 1)
- 2012: Cowgirls ’n Angels – Ein himmlisches Pferdeabenteuer (Cowgirls ’n Angels)
- 2012: Breaking Dawn – Biss zum Ende der Nacht, Teil 2 (The Twilight Saga: Breaking Dawn – Part 2)
- 2013: Live at the Foxes Den
- 2014: City of Dead Men
- 2015: Pali Road
- 2017: Justice – Kein Erbarmen (Justice)
- 2018: Samson – Der Auserwählte, Der Verratene, Der Triumphator (Samson)
- 2019: Do Not Reply
- 2021: Mixtape
- 2022: WarHunt – Hexenjäger

### Serien
- 2004–2005: Disney 411 (zwei Folgen)
- 2005: Close to Home (Folge 1x05 Außer Kontrolle)
- 2005–2006: Beautiful People (zwölf Folgen)
- 2006: O.C., California (The O.C., zwei Folgen)
- 2007: Familienstreit de Luxe (The War at Home, zwei Folgen)
- 2008: The Cleaner (Folge 1x11 Back to One)
- 2009: Criminal Minds (Folge 4x20 Alter Ego)
- 2010: My Superhero Family (No Ordinary Family, Folge 1x06 Ein teures Billardspiel)
- 2011, 2013: Aim High (Webserie, 16 Folgen)
- 2013: White Collar (Folge 4x14)
- 2015: Finding Carter (12 Folgen)
- 2017: The Last Ship (sechs Folgen)